# Colacium
Colacium ist ein Algen-Gattung aus dem Stamm der Euglenozoa.

## Beschreibung
Colacium bildet kugelige bis elliptische, festsitzende Zellen mit einer Länge von 10 bis 30 µm, die meist mit einem gallertigen Stiel an Zooplankton befestigt sind. Möglich sind auch baumartig verzweigte Kolonien. Ein extraplastidiärer Augenfleck und eine kontraktile Vakuole liegen in der Nähe der Anheftungsstelle. In der Zelle befinden sich mehrere, meist linsenförmige Plastiden mit Pyrenoid und Paramylonkörnchen als Speicherstoff. Die Zellen haben keine Zellwand, aber eine Pellicula. Die Zellen sind befähigt, Schwärmer zu werden, indem sie Geißeln bilden und sich vom Substrat lösen. Im Schwärmerstadium ähneln sie der Gattung Euglena

## Fortpflanzung
Die ungeschlechtliche Vermehrung erfolgt durch Zellteilung. Die Tochterzellen werden zu Schwärmern und besiedeln neue Substrate, ebenfalls kann es zur Bildung von baumartig verzweigten Kolonien kommen.
Geschlechtliche Fortpflanzung ist nicht bekannt.

## Verbreitung
Colacium lebt vor allem auf Zooplankton siedelnd, meist in stehenden eutrophen Gewässern.

## Arten
- Colacium arbuscula Stein
- Colacium arcuatum Playfair
- Colacium calvum Stein
- Colacium elongatum Playfair
- Colacium epiphyticum F.E.Fritsch
- Colacium gojdiscae (Prescott) Huber-pestalozzi
- Colacium mucronatum Bourrelly & Chadefaud
- Colacium ovale Playfair
- Colacium parasiticum (Sokolov) Huber-Pestalozzi
- Colacium sanguineum Lackey
- Colacium simplex Huber-Pestalozzi
- Colacium vesiculosum Ehrenberg, die Typusart